# Mozambik az 1992. évi nyári olimpiai játékokon
Mozambik a spanyolországi Barcelonában megrendezett 1992. évi nyári olimpiai játékok egyik részt vevő nemzete volt. Az országot az olimpián 2 sportágban 6 sportoló képviselte, akik érmet nem szereztek.

## Atlétika
Férfi
| Versenyző       | Versenyszám | Előfutam | Előfutam | Előfutam | Negyeddöntő | Negyeddöntő | Negyeddöntő | Elődöntő | Elődöntő | Elődöntő | Döntő   | Döntő    |
| Versenyző       | Versenyszám | Idő      | Hely.    | Össz.    | Idő         | Hely.       | Össz.       | Idő      | Hely.    | Össz.    | Idő     | Helyezés |
| --------------- | ----------- | -------- | -------- | -------- | ----------- | ----------- | ----------- | -------- | -------- | -------- | ------- | -------- |
| Jaime Rodrigues | 400 m       | 48,89    | 7.       | 59.      | kiesett     | kiesett     | kiesett     | kiesett  | kiesett  | kiesett  | kiesett | kiesett  |

Női
| Versenyző         | Versenyszám | Előfutam | Előfutam | Előfutam | Negyeddöntő | Negyeddöntő | Negyeddöntő | Elődöntő | Elődöntő | Elődöntő | Döntő   | Döntő    |
| Versenyző         | Versenyszám | Idő      | Hely.    | Össz.    | Idő         | Hely.       | Össz.       | Idő      | Hely.    | Össz.    | Idő     | Helyezés |
| ----------------- | ----------- | -------- | -------- | -------- | ----------- | ----------- | ----------- | -------- | -------- | -------- | ------- | -------- |
| Argentina Paulino | 400 m       | 52,93    | 5.       | 18.      | 52,34       | 7.          | 20.         | kiesett  | kiesett  | kiesett  | kiesett | kiesett  |
| Maria Mutola      | 800 m       | 2:00,83  | 2.       | 15.      |             |             |             | 1:58,16  | 2.       | 2.       | 1:57,49 | 5.       |
| Maria Mutola      | 1500 m      | 4:07,59  | 3.       | 3.       |             |             |             | 4:04,20  | 3.       | 8.       | 4:02,60 | 9.       |

## Úszás
Férfi
| Versenyző       | Versenyszám | Előfutam | Előfutam | Előfutam | Döntő   | Döntő   | Döntő   | Helyezés |
| Versenyző       | Versenyszám | Idő      | Hely.    | Össz.    | Típus   | Idő     | Hely.   | Helyezés |
| --------------- | ----------- | -------- | -------- | -------- | ------- | ------- | ------- | -------- |
| José Mossiane   | 50 m gyors  | kizárták | kizárták | kizárták | kiesett | kiesett | kiesett | kiesett  |
| Sergio Fafitine | 100 m mell  | 1:13,76  | 6.       | 55.      | kiesett | kiesett | kiesett | kiesett  |

Női
| Versenyző       | Versenyszám    | Előfutam | Előfutam | Előfutam | Döntő   | Döntő   | Döntő   | Helyezés |
| Versenyző       | Versenyszám    | Idő      | Hely.    | Össz.    | Típus   | Idő     | Hely.   | Helyezés |
| --------------- | -------------- | -------- | -------- | -------- | ------- | ------- | ------- | -------- |
| Mariza Gregorio | 100 m pillangó | 1:10,27  | 6.       | 49.      | kiesett | kiesett | kiesett | kiesett  |